# Insulinbantning
Insulinbantning (även diabulimi) är en ätstörning som främst drabbar personer med typ 1-diabetes. Personen ifråga slutar självmant att helt eller delvis ta sitt insulin för att gå ner i vikt. En person med diabulimi har oftast någon form av underliggande anorexia eller liknande ätstörning. Bieffekter av att inte ta sitt insulin kan vara allvarliga som hjärtfel, blindhet och död.
Underlåtenhet att tillföra insulin sätter kroppen i ett svälttillstånd vid vilken kroppen bryter ner muskler och fett till ketonkroppar, samtidigt som kroppen är oförmögen att ta vara på de kolhydrater som blivit konsumerade. Dessa utsöndras då via urinen istället för att användas som energikälla eller för att lagras som fett. Detta leder vanligtvis till stor viktförlust men sätter också patienten i risk för ett livshotande tillstånd vid namn ketoacidos, vid vilken utsöndringen av ketonkroppar är såpass okontrollerad att blodets pH-värde sjunker.